# 土支田村
土支田村（どしだむら）は、東京府北豊島郡に存在した村。
土支田村は大村であったため、上組下組に分けられた後の上土支田村、下土支田村も合わせて記す。現在の練馬区土支田は、土支田村下組（下土支田村）の一部に過ぎない。

## 地理
- 上土支田村は、現在の東京都練馬区東大泉、土支田3丁目、大泉町2丁目、三原台1-3丁目に相当する[1]。
- 下土支田村は、現在の東京都練馬区土支田1-4丁目、旭町1-3丁目、高松5-6丁目、田柄4丁目、谷原4・６丁目、光が丘4-5丁目に相当する[2]。

## 歴史
地名の由来は定かではなく、土器の生産集団（土師氏）が住んでいたからという説、鎌倉時代以降に仏田や神田の斎田（ときた）が訛ったのだとする説がある。
戦国時代の役帳には、江戸太田家当主・太田康資の寄子源七郎に「江戸土志田」という所領が与えられており、同地だと推定されている。江戸時代には豊島郡野方領土支田村となり、当初は天領。1663年（寛文3年）に稲葉正則の所領となるが、再び天領に戻る。寛政年間に村人らによって非公式に上組・下組に分割され、明治年間に入って正式に分村。それぞれ上土支田村・下土支田村となった。

### 上土支田村
当初は豊島郡に所属していたが、1878年（明治11年）、郡区町村編制法の施行によって発足した北豊島郡の一部となった。1889年（明治22年）4月1日、町村制施行に伴い、明治の大合併が発生。上石神井村、下石神井村、関村、上土支田村、谷原村、田中村（飛地：田中新田）、竹下新田村の7村を合併し、北豊島郡石神井村が誕生。上土支田村は石神井村の大字となった。1891年（明治24年）に大字上土支田は北豊島郡大泉村に編入され、同村の大字となった。1932年（昭和7年）10月1日、大泉村は、石神井村・上練馬村・板橋町・上板橋村・志村・赤塚村・練馬町・中新井村とともに東京市へ編入され板橋区の一部となる。

### 下土支田村
上土支田村と同じく当初は豊島郡、1878年以降は北豊島郡。1889年（明治22年）の明治の大合併で、東京府北豊島郡上練馬村と合併し、上練馬村を形成した。1932年（昭和7年）に神練馬村が板橋区の一部となる。

### 板橋区成立後
字上土支田、字下土支田は消滅し、それぞれ板橋区東大泉町、同区練馬土支田町1-2丁目となった。1947年（昭和22年）8月1日、板橋区から旧1町4村（練馬町・上練馬村・中新井村・石神井村・大泉村）の区域が分離独立して練馬区となったが、上土支田・下土支田は町名として復活せず、旧下土支田村の一部が土支田の町名で残るのみとなった。

## 寺院・神社
- 北野神社 - 大泉村大字上土支田691番地、現東大泉4-25-4
- 北野神社 （現 土支田八幡宮） - 上練馬村大字下土支田字俵久保、現土支田4-28-1
- 妙延寺 - 大泉村大字上土支田926番地、現東大泉3-16
- 妙安寺 - 上練馬村大字下土支田字後安、現旭町3-10
- 本覚寺 - 上練馬村大字下土支田字西八丁堀、現旭町1-26

## 文化財
- 小島家文書 - 土支田村下組の名主・小島家に伝わる約1500点の文書[10]。